# Dream-Klasse
Die Dream-Klasse ist eine Baureihe von Post-Panamax-Kreuzfahrtschiffen, die 2009 erstmals für die amerikanische Reederei Carnival Cruise Lines in Dienst gestellt wurde. Mit einer Rumpflänge von über 300 Metern und einer Passagierkapazität von maximal 4.600 waren die Schiffe der Dream-Klasse bis 2016 die größten der Reederei.
Der Entwurf der Dream-Klasse lässt sich in seinen Grundzügen auf die Konstruktion der Destiny-Klasse aus dem Jahr 1996 zurückführen. Der Rumpf wurde jedoch deutlich vergrößert und modernisiert, wobei das äußere Erscheinungsbild mit dem charakteristischen kurzen Bug erhalten blieb.

## Geschichte
Am 14. Dezember 2005 unterzeichneten der Touristikkonzern Carnival Corporation & plc und das italienische Schiffbauunternehmen Fincantieri einen Vertrag über den Bau von insgesamt sechs Kreuzfahrtschiffen, darunter auch zwei Schiffe in einer Größe von ca. 130.000 BRZ für die Reederei Carnival Cruise Lines.
Das Typschiff Carnival Dream wurde im Januar 2008 auf Kiel gelegt und am 21. September 2009 abgeliefert. Sie war zu diesem Zeitpunkt das größte Schiff der Reederei. Die Kiellegung des zweiten Schiffes Carnival Magic erfolgte am 12. Januar 2010 auf der Fincantieri-Werft in Monfalcone. Sie ging am 27. April 2011 in Dienst. Das dritte Schiff der Dream-Klasse trägt den Namen Carnival Breeze und war bereits im Dezember 2009 in Auftrag gegeben worden. Die Ablieferung sollte ursprünglich im April 2012 erfolgen, wurde jedoch auf Juni 2012 verlegt.
Der 2014 übernommene Neubau für Costa Crociere basiert ebenfalls auf der Dream-Klasse, wird jedoch baulich erweitert und als „Super Costa“-Klasse bezeichnet. Die offizielle Kiellegung der Costa Diadema fand am 10. Dezember 2012 in Marghera statt.

## Maschinenanlage und Antrieb
Die Schiffe der Dream-Klasse sind mit dieselelektrischen Maschinenanlagen ausgestattet. Die sechs V12-Zylinder-Dieselmotoren der Baureihe 46 von Wärtsilä laufen mit einer Drehzahl von 514/min und sind mit Generatoren gekoppelt, die das Schiff mit elektrischer Energie versorgen. Jeder Generator erzeugt bei einer Spannung von 11 kV eine Leistung von 12,3 MW.
Die beiden von Converteam hergestellten Propellermotoren sind im Rumpf eingebaut und entwickeln bei Drehzahlen von bis zu 135/min eine Leistung von jeweils 22 MW, die über Welle auf die 6-Blatt-Festpropeller mit einem Durchmesser von 5,80 m übertragen wird. Jeder Propeller hat eine Masse von ca. 26,9 Tonnen. Die beiden Becker-Ruder des Typs TLFKSR haben eine Fläche von jeweils 26 m². Sie können unabhängig voneinander bewegt werden und ermöglichen eine hohe Manövrierfähigkeit, so dass im Heck des Schiffes nur zwei Querstrahlsteueranlagen erforderlich sind. Sie werden durch drei identische Anlagen im Bug ergänzt.

## Galerie

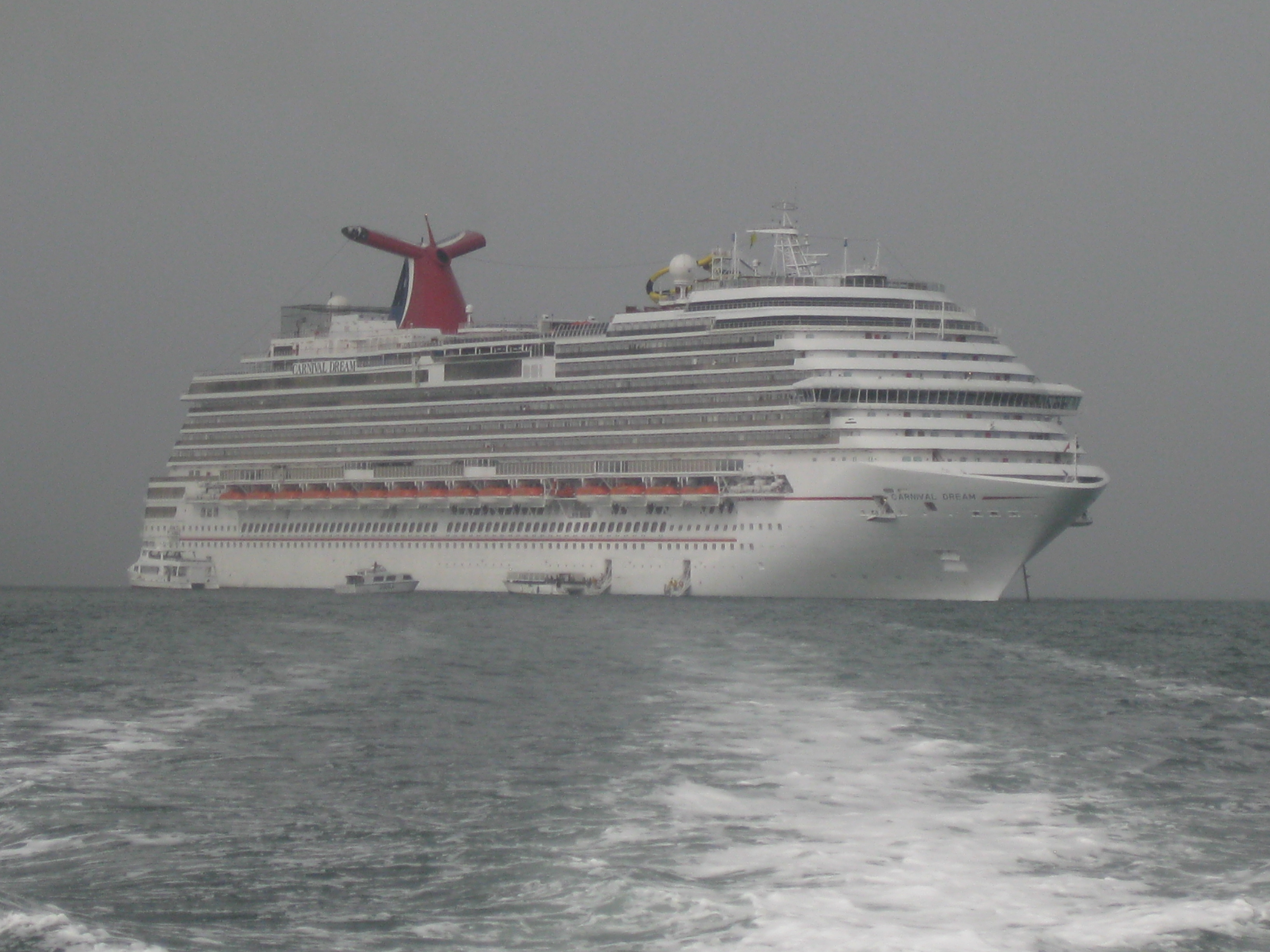
Carnival Dream
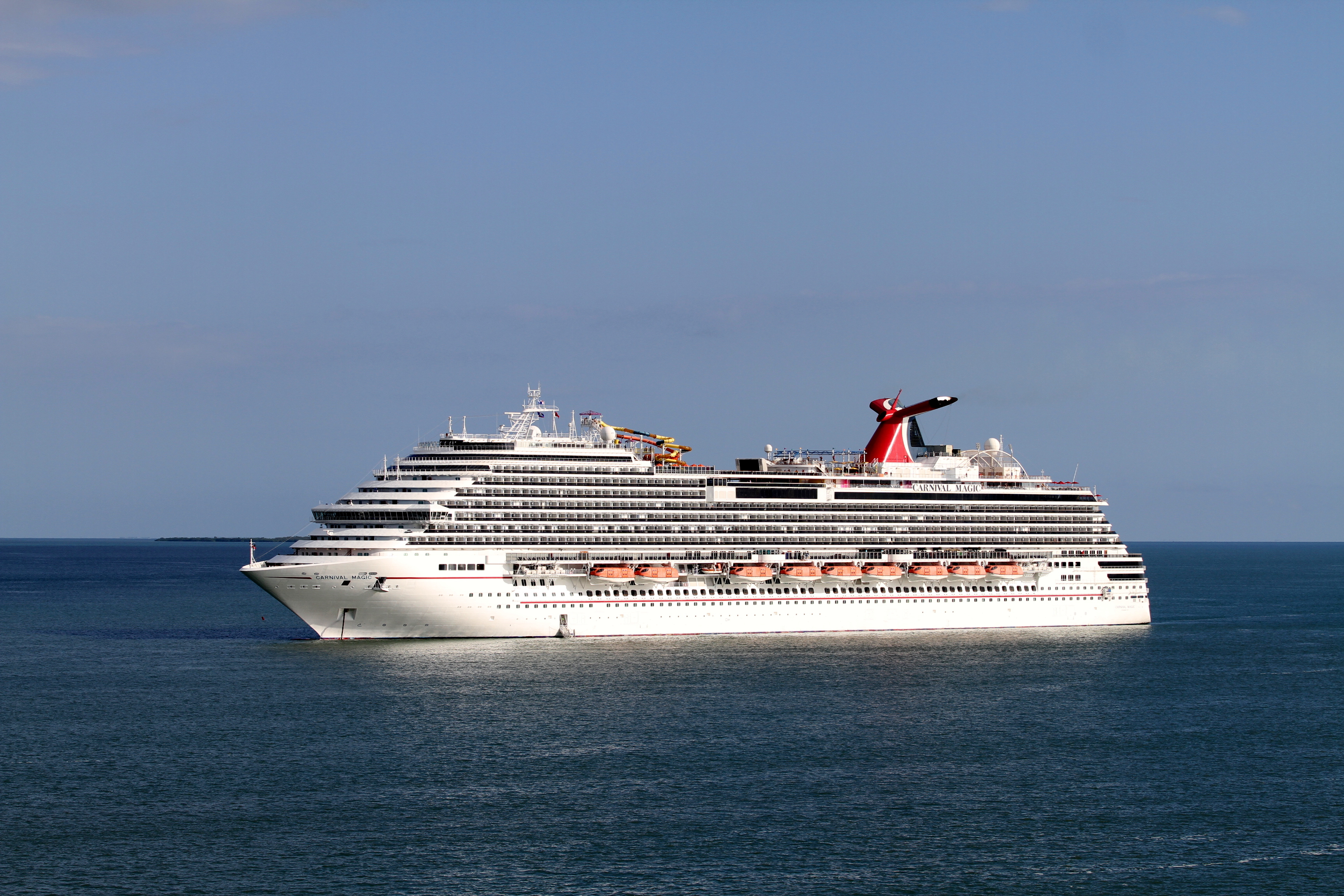
Carnival Magic
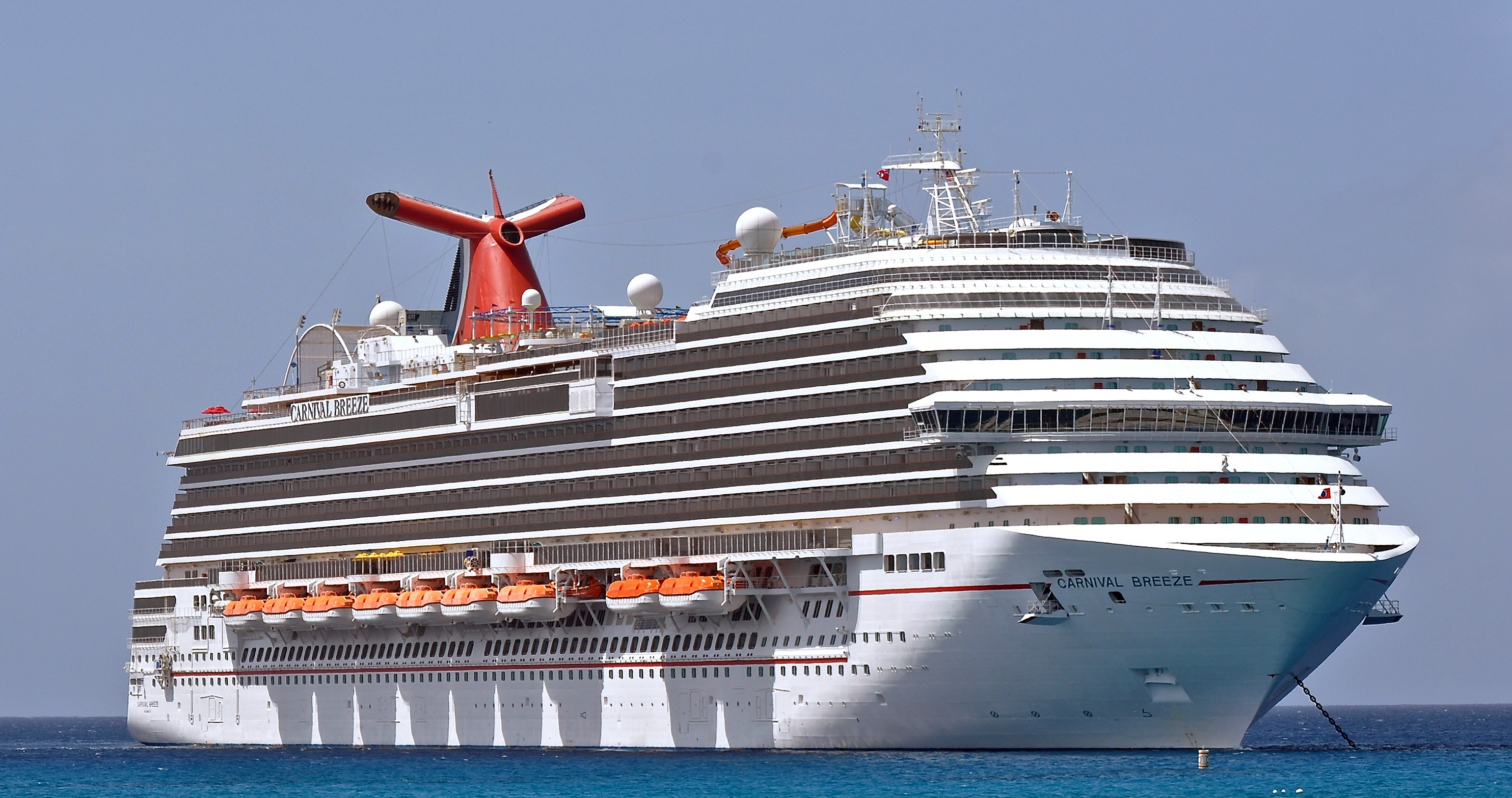
Carnival Breeze
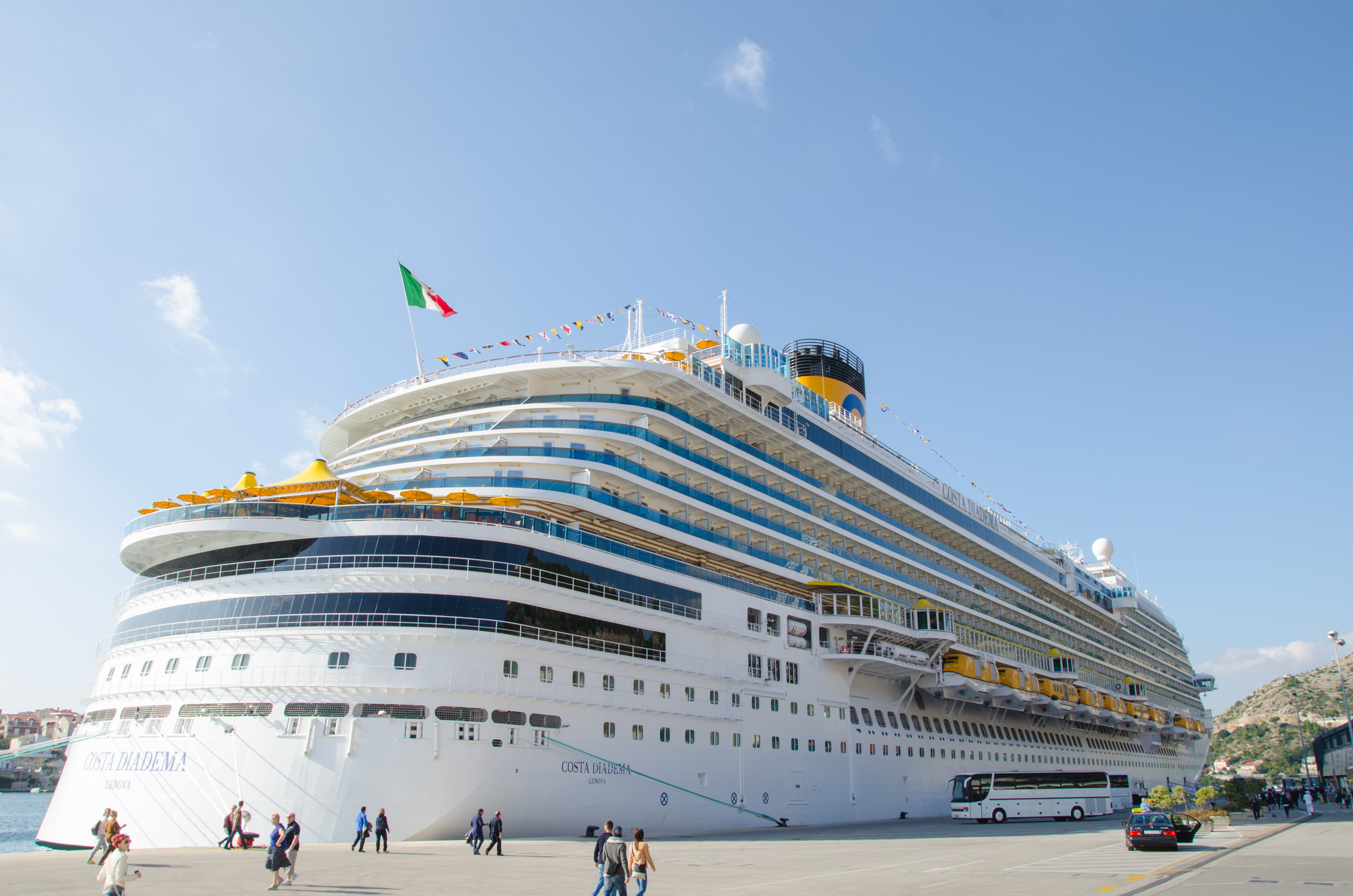
Costa Diadema

## Übersicht
| Name            | Baunummer | IMO     | Ablieferung | Vermessung  | Eigner               | Status/Verbleib     |
| --------------- | --------- | ------- | ----------- | ----------- | -------------------- | ------------------- |
| Carnival Dream  | 6151      | 9378474 | Sept. 2009  | 128.251 BRZ | Carnival Cruise Line | seit 2009 in Dienst |
| Carnival Magic  | 6167      | 9378486 | April 2011  | 128.048 BRZ | Carnival Cruise Line | seit 2011 in Dienst |
| Carnival Breeze | 6201      | 9555723 | Juni 2012   | 128.052 BRZ | Carnival Cruise Line | seit 2012 in Dienst |
| Costa Diadema   | 6203      | 9636888 | Okt. 2014   | 132.500 BRZ | Carnival Corp.       | seit 2014 in Dienst |